# Saint-Malo-de-Beignon
Saint-Malo-de-Beignon é uma comuna francesa na região administrativa da Bretanha, no departamento Morbihan. Estende-se por uma área de 3,48 km². Em 2010 a comuna tinha 545 habitantes (densidade: 156,6 hab./km²).